# Décret du 12 juin 1968 portant dissolution d'organismes et de groupements

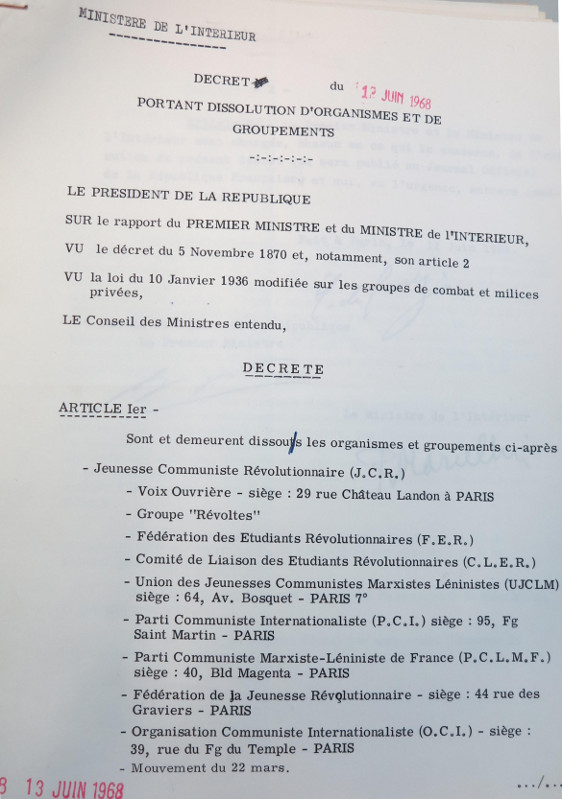
Le décret du 12 juin 1968 conservé aux Archives nationales.

Les dissolutions du 12 juin 1968 ont été décidées par un décret signé par le général de Gaulle, alors président de la République. 
À la suite du reflux du mouvement de Mai 68 consacré par la manifestation pro-gouvernementale du 30 mai, Charles de Gaulle, qui a accueilli la nomination de Raymond Marcellin au ministère de l'Intérieur par cette exclamation : « Enfin Fouché, le vrai ! », prend la décision de dissoudre une dizaine d'organisations politiques d'extrême gauche, actives au cours des événements de mars à mai 1968, par décret signé le 12 juin 1968.
Le texte s'appuie sur la loi du 10 janvier 1936 modifiée « sur les groupes de combat et milices privées ».

## Organisations dissoutes
Il entre immédiatement en vigueur et vise 11 organisations, dont les mouvements suivants :
- Jeunesse communiste révolutionnaire (JCR) ; Alain Krivine et trois jeunes Brestois sont arrêtés et détenus pour une durée variant de dix jours à plusieurs semaines pour « reconstitution de ligue dissoute »,
- Voix ouvrière (voir Lutte ouvrière),
- Groupes « Révoltes »,
- Fédération des étudiants révolutionnaires (FER),
- Comité de liaison des étudiants révolutionnaires (CLER)
- Union des jeunesses communistes marxistes-léninistes (UJC (ml))
- Parti communiste internationaliste (PCI)
- Parti communiste marxiste-léniniste de France (PCMLF)
- Fédération de la jeunesse révolutionnaire
- Organisation communiste internationaliste (OCI)
- Mouvement du 22 Mars.

## Épilogue
Certains mouvements dissous continuent leurs activités :
- les militants de la FER investissent l'UNEF et constituent l'organisation UNEF-Unité syndicale (UNEF-US) tandis que les étudiants proches du PCF créent l'UNEF-Renouveau où militent aussi les étudiants de l'UDB ;
- la JCR devient la Ligue communiste qui sera dissoute en juin 1973 et donnera la Ligue communiste révolutionnaire avant de recréer les JCR comme mouvement de jeunesse sous son influence ;
- l'OCI devient l’Organisation trotskyste, puis sa dissolution est annulée par le Conseil d'État ; elle contribuera à la création du Parti des travailleurs ;
- le PCMLF persistera dans ses activités, ce qui vaudra à certains de ses militants des poursuites pour « reconstitution de ligue dissoute », par exemple dans la région de Lorient en 1976 ;
- l'Union des jeunesses communistes marxistes-léninistes éclate pour donner naissance à différents groupes, dont la Gauche prolétarienne connue notamment par son organe La Cause du peuple, « Rennes révolutionnaire » qui publie Drapeau rouge d'où viendra l'Organisation communiste de France (marxiste-léniniste) ; d'autres militants rejoignent le PCMLF ;
- Voix ouvrière devient Lutte ouvrière.

## Conseil d'État
Le 21 juillet 1970, le Conseil d'État rejette avec dépens une requête du « Comité départemental des chômeurs ou chômeuses à temps complet ou partiel de la Marne » tendant à l'annulation pour excès de pouvoir du décret du 12 juin 1968, au motif que « l'association requérante ne justifie (...) d'aucun intérêt lui donnant qualité pour attaquer ledit décret, puisqu'elle n'a pas été visée par celui-ci » ; et que le décret de dissolution « ne porte aucune atteinte aux droits des chômeurs (...) dont ladite association s'est donné pour but d'assurer la défense ».
Mais le même jour, il annule la dissolution de l'Organisation communiste internationaliste, du groupe Révoltes et de la Fédération des étudiants révolutionnaires, à la suite d'une requête déposée au nom de l'OCI par Pierre Boussel (alias Lambert), au nom du groupe Révolte par « sieur Z... » et au nom de la Fédération des étudiants révolutionnaires par « Sieur Stobnicer dit Berg Charles ». Le Conseil d'État considère en effet que ces trois groupes « étaient animés par les mêmes dirigeants et ont mené une action commune lors des manifestations » de mai et juin 1968, ce pourquoi il examine conjointement leurs requêtes. Il déclare enfin :

« Considérant qu'il ne ressort pas des pièces du dossier produit devant le Conseil d'Etat que les associations ou groupements de faits surénumérés aient provoqué des manifestations armées dans la rue ou aient eu pour but d'attenter par la force à la forme républicaine du gouvernement ;
Qu'ainsi le décret du 12 juin 1968, en tant qu'il a prononcé leur dissolution, manque de base légale et se trouve, par suite, entaché d'excès de pouvoir. »